# 全院滿座
《全院滿座》（英語：A Loving Spirit；前名《東昇戲院》）是香港電視廣播有限公司拍攝製作的懷舊靈異喜劇電視劇，由關詠荷及吳啟華領銜主演，並由苑瓊丹、湯盈盈、韋家雄、鄭子誠及楚原聯合演出，全劇共20集，監製蕭顯輝。
此劇於2008年5月14日在翡翠台及2011年11月13日在TVB星河頻道重播。

## 故事大綱
本劇以香港1960年代的「東城戲院」作背景，在當時的香港，市民生活困難，一女生周秀英（關詠荷飾）在好友介紹下擔任該戲院的售票員，可是她經常認為戲院內有鬼，令戲院少主程浩然（吳啟華飾）大感不滿。但隨後兩人發現戲院內真的有鬼，並揭發程浩然的後母與戲院司理有姦情，最後把梅、禮二人正法。
兩人相處日久，令浩然對秀英產生愛意，但秀英卻深愛其自小相識的男友趙興國，令他們陷入三角關係中......

## 演員表

### 東昇戲院
| 演員   | 角色   | 關係 | 暱稱                                            |
| 楚 原  | 程思齊 | 「東昇戲院」和澳門紗廠之東主 慧心（已故）、杜麗梅之夫 程浩德、程浩然之父 | 齊哥（杜麗梅專稱） 大老闆                       |
| 吳啟華 | 程浩然 | 「東昇戲院」和澳門紗廠之少主 多年來赴英美念書 碩士畢業後在舊金山的銀行當司理，第5集決定留在香港幫其父打理生意 程思齊與慧心（已故）之子 杜麗梅之繼子 程浩德同父異母之兄 周秀英之好友，後為男友 於第20集被趙興國打死 | Michael 老闆仔 程少爺 少爺仔（張銀仙專稱） 表哥 |
| 駱應鈞 | 姚尚禮 | 屎坑石（糞坑石） 「東昇戲院」司理 與杜麗梅有染 |                                                 |
| 關詠荷 | 周秀英 | 「東昇戲院」職員（售票員） 周偉堅之姊 程浩然之好友，後為女友 趙興國的女友，於第14集分手 湯賢淑之好友 |                                                 |
| 湯盈盈 | 湯賢淑 | 靚湯 「東昇戲院」職員（售票員） 湯桂嫦之妹 周秀英之好友 |                                                 |
| 馬海倫 | 朱月娥 | 娥姐 「東昇戲院」職員（副司理） |                                                 |
| 羅浩楷 | 羅錦燦 | 塘邊鶴 「東昇戲院」職員（帶位員） |                                                 |
| 陳狄克 | 李健標 | 瞇眼標 「東昇戲院」職員（帶位員） |                                                 |
| 焦 雄  | 李阿財 | 財叔 「東昇戲院」職員（放片員） |                                                 |
| 羅君左 | 郭小章 | 肥仔章 「東昇戲院」職員（繪畫員） |                                                 |
| 羅 蘭  | 王二姑 | 嚤囉二姑 「東昇戲院」職員（清潔員） |                                                 |
| 苑瓊丹 | 張銀仙 | 銀姐 「東昇戲院」女鬼 麥波女友 生前是程宅媽姐，負責照顧小主人程浩然、 于第20集投胎 |                                                 |

### 趙家
| 演員   | 角色   | 關係 |
| 谷 峰  | 趙一龍 | 錢鳳嬌之夫 趙興國之父 有阴阳眼 患有腦退化症，自稱團長，稱周秀英為旅長 |
| 朱咪咪 | 錢鳳嬌 | 十三 趙一龍之妻 趙興國之母 |
| 鄭子誠 | 趙興國 | 本劇終極大反派 Paul 雜貨鋪生意失敗後去當海員，後被船長解僱 第9集登場 趙一龍、錢鳳嬌之子 追求何婉君並向她謊稱自己到西班牙經商和旅遊，實為海員 周秀英之前男友（第14集分手） 於第20集打死程浩然，最後坐牢後判終身監禁 |

### 其他演員
| 演員   | 角色          | 關係                                                                                   |
| 韋家雄 | 周偉堅        | 周秀英之弟，喜歡湯賢淑                                                                 |
| 韓馬利 | 杜麗梅        | 太后 「東昇戲院」老闆娘 程思齊之繼室 杜美蘭之姨母 程浩然之後母 程浩德之母 與姚尚禮有染 |
| 馬蹄露 | 杜美蘭        | 大口蘭 杜麗梅之姨甥女 程浩然無血緣關係之表妹，喜歡程浩然                               |
| 駱達華 | 程浩德        | Peter 程思齊、杜麗梅之子 程浩然同父異母之弟                                            |
| 陳安瑩 | 湯桂嫦        | 湯賢淑之姊，包租婆（房東）                                                             |
| 潘芝莉 | Margaret      | 呂小姐 第10集登場 影片商福士亞洲區代表 曾向程浩然表白，被其婉拒，後為好友              |
| 姚瑩瑩 | 何婉君        | Sandy 第11集登場                                                                       |
| 羅 莽  | 麥 波         | 波哥 張銀仙生前的男友 第18集登場 早年曾受過程思齊恩惠，後在婆羅乃開設波記橡膠園發跡    |
| 黃德斌 | 李健昌        | 第9集登場，趙興國好友和生意拍檔，後於第14集拆夥                                        |
| 車保羅 | 軍裝警察      | （第２集）                                                                             |
| 凌 漢  | 根 叔         | 賣燒肉糉小販（第2集）                                                                  |
| 彭國樑 | 禮友人        | 與姚尚禮打麻將（第2集）                                                                |
| 招石文 | 禮友人        | 與姚尚禮打麻將（第2集）                                                                |
| 王維德 | 禮友人        | 與姚尚禮打麻將（第2集）                                                                |
| 陳燕航 | 護 士         | （第3，16集）                                                                          |
| 陳勉良 | 涼茶鋪伙記    | （第4集）                                                                              |
| 周凱珊 | 涼茶鋪客人    | （第4集）                                                                              |
| 趙淑儀 | 涼茶鋪客人    | （第4集）                                                                              |
| 譚權輝 | 涼茶鋪客人    | （第4集）                                                                              |
| 李啓傑 | 涼茶鋪客人    | （第4集）                                                                              |
| 王維德 | 裝修工人      | （第4集）                                                                              |
| 邱萬城 | 苦 力         | （第4集）                                                                              |
| 廖麗麗 | 紙紮鋪老闆娘  | （第5集）                                                                              |
| 李煒棋 | 船公司職員    | （第5集）                                                                              |
| 曹 濟  | 家 屬         | （第5集）                                                                              |
| 呂幹文 | 路 人         | （第5集）                                                                              |
| 游 飈  | 外語片經紀    | （第6，7集）                                                                           |
| 林遠迎 | 記 者         | （第7集）                                                                              |
| 官仲銘 | 記 者         | （第7集）                                                                              |
| 汪特平 | 記 者         | （第7集）                                                                              |
| 楊子韜 | 片 商         | 賄賂姚尚禮（第7集）                                                                    |
| 河國榮 | 港 督         | （第8集）                                                                              |
| 呂劍光 | 唐 叔         | 程宅管家（第9，11，12，14至16集）                                                      |
| 李海生 | 道 士         | （第9集）                                                                              |
| 周家怡 | 售貨員        | （第9集）                                                                              |
| 黎秀英 | 三 姑         | （第9集）                                                                              |
| 劉桂芳 | 慧 心         | 程浩然親母，已歿（第9集）                                                              |
| 吳亦謙 | 侍 應         | （第10集）                                                                             |
| 鄧建邦 | 照相館職員    | （第10集）                                                                             |
| 蒲茗藍 | 餐廳客人      | （第10集）                                                                             |
| 黃煒林 | 星            | （第10集）                                                                             |
| 曾健明 | 波            | 被誤認為麥波（第10集）                                                                 |
| 曾慧雲 | 波 妻         | （第10集）                                                                             |
| 湯俊明 | 酒店職員      | （第10集）                                                                             |
| 譚權輝 | 酒店職員      | （第10集）                                                                             |
| 陳楚翹 | 鄰 居         | （第10集）                                                                             |
| 邵卓堯 | 經 理         | （第10集）                                                                             |
| 黃天鐸 | 金老闆        | （第10集）                                                                             |
| 薛崇基 | 馬老闆        | （第10集）                                                                             |
| 嚴文軒 | 拜神路人      | （第11集）                                                                             |
| 汪特華 | 拜神路人      | （第11集）                                                                             |
| 孫季卿 | 廟 祝         | （第11集）                                                                             |
| 李志華 | 然友人        | （第11，12集）                                                                         |
| 李啓傑 | 觀 眾         | （第11集）                                                                             |
| 黃振威 | 觀 眾         | （第11集）                                                                             |
| 楊證樺 | 觀 眾         | （第11集）                                                                             |
| 嚴 俊  | 職 員         | （第11集）                                                                             |
| 劉志清 | 職 員         | （第11集）                                                                             |
| 譚一清 | 陳先生        | （第11集）                                                                             |
| 魏惠文 | 租 客         | （第11集）                                                                             |
| 張漢斌 | 金鋪職員      | （第12集）                                                                             |
| 陳瑞華 | Margaret 秘書 | （第12，18集）                                                                         |
| 李鴻傑 | 廣告導演      | （第12集）                                                                             |
| 黃振威 | 助 導         | （第12集）                                                                             |
| 劉志清 | 助 導         | （第12集）                                                                             |
| 黃偌儀 | 君友人        | （第13集）                                                                             |
| 楊證樺 | 德友人        | （第13集）                                                                             |
| 甘子正 | 德友人        | （第13集）                                                                             |
| 何偉業 | 修車師傅      | （第13集）                                                                             |
| 凌禮文 | 富 商         | 出資60萬元助何婉君家的經濟困難（第14集）                                               |
| 李志華 | 經 紀         | （第15集）                                                                             |
| 陳中堅 | 王律師        | 程思齊的律師（第16集）                                                                 |
| 麥子雲 | 沙胆雄        | 高利貸（第16集）                                                                       |
| 方 傑  | 新 郎         | （第16集）                                                                             |
| 鄧汝超 | 醫 生         | Thomas，然友人（第16集）                                                               |
| 華忠男 | 周 石         | 大偈（第16集）                                                                         |
| 梁健平 | 律 師         | （第17集）                                                                             |
| 譚權輝 | 律 師         | （第17集）                                                                             |
| 羅國維 | 居 士         | （第17，18集）                                                                         |
| 伍慧珊 | 黃姑娘        | （第17集）                                                                             |
| 虞天偉 | 私家偵探      | 受趙興國委託調查杜麗梅和姚尚禮的私情（第17集）                                         |
| 杜大偉 | 翻譯員        | （第17集）                                                                             |
| 王偉樑 | Andrew        | 經營戲院（第17至18集）                                                                 |
| 孫恩明 | 明            | （第18，19集）                                                                         |
| 伍燕妮 | 戲院觀眾      | （第19集）                                                                             |
| 李啓傑 | 戲院觀眾      | （第19集）                                                                             |
| 汪特華 | 部 長         | （第19集）                                                                             |
| 郭德信 | 醫 生         | （第20集）                                                                             |

## 外部連結
- 無綫電視官方網頁(TVBI) - 全院滿座（页面存档备份，存于）
- 《全院滿座》 GOTV 第1集重溫

## 電視節目的變遷
| 上一套： 賭場風雲 －2008年5月13日 | 翡翠台凌晨重播劇集時段（2008） 全院滿座 2008年5月14日－2008年6月10日 00:15－01:20 | 翡翠台凌晨重播劇集時段（2008） 全院滿座 2008年5月14日－2008年6月10日 00:15－01:20 | 下一套： 衝上雲霄 2008年6月11日－ |

| Astro華麗台 周末 16:00－18:00     | Astro華麗台 周末 16:00－18:00         | Astro華麗台 周末 16:00－18:00 |
| --------------------------------- | ------------------------------------- | ----------------------------- |
|                                   | 全院滿座 （2009.10.31 － 2009.11.29） |                               |
| 太極 （2009.09.12 － 2009.10.24） | 陀槍師姐 （2009.12.05 － 2010.01.03） |                               |

| 香港、 马来西亚、 新加坡 TVB星河频道 星期一至五 18:30 - 19:30 | 香港、 马来西亚、 新加坡 TVB星河频道 星期一至五 18:30 - 19:30 | 香港、 马来西亚、 新加坡 TVB星河频道 星期一至五 18:30 - 19:30 |
| ------------------------------------------------------------- | ------------------------------------------------------------- | ------------------------------------------------------------- |
|                                                               | 全院滿座 （2023年7月3日－2023年7月28日）                      |                                                               |
| 寫意人生 （2023年6月5日－2023年6月30日）                      | 舞動全城 （2023年7月31日－2023年8月25日）                     |                                                               |